# Bruno Ferrari García de Alba
Bruno Ferrari García de Alba a été secrétaire à l'Économie du Mexique du 14 juillet 2010 au 30 novembre 2012.

## Biographie
Bruno Ferrari Francisco Garcia de Alba est né à Mexico le 4 octobre 1961.
Ancien directeur général ProMéxico du 1er janvier 2008 au 14 juillet 2010, date à laquelle il fut nommé Secrétaire de l'économie par l'ancien président Felipe Calderon Hinojosa.
Il a obtenu son diplôme de droit à l'École libre de Droit de Mexico et a suivi des cours à la School of Business de l'université du Michigan Kellogg School of Business, université Stanford, la Harvard Business School, INSEAD et la Wharton School Wharton School.
- De 1990-2001, il a exercé les fonctions de directeur général de la promotion de la culture et de l'éducation de presse et internationales des ressources humaines et de la compétitivité Press International, où il était responsable de l'analyse et du développement de divers projets, notamment de l'acquisition et de la fusion de diverses sociétés et qui deviendra plus tard Seminis Vegetable Seeds , une des plus importantes sociétés mondiales en matière de semences[3].
- En 2001, il a été nommé vice-président exécutif et chef des opérations en Europe, au Moyen-Orient et en Afrique, ayant sous sa responsabilité la promotion, l'exploitation, les ventes, la production, la distribution et le développement dans ces régions.
- En août 2004, il a été nommé président et chef de la direction de Seminis Vegetable Seeds, un poste qu'il a occupé jusqu'en janvier 2006, où il a effectué un travail continu de promotion internationale, de gestion de l'établissement d'affaires avec 155 nations et centres de recherche, de production et d'exploitation dans 73 pays.
- De janvier à juillet 2007, il a servi comme chef de l'unité des relations économiques et la coopération internationale au ministère des Affaires étrangères du gouvernement mexicain.
- De juillet 2007 à juillet 2010, il a servi comme directeur général de ProMéxico, où il était responsable de la coordination des stratégies visant à renforcer la participation du Mexique dans l'économie internationale, en attirant des investissements et la promotion des exportations.
- Du 15 juillet 2010 au 30 novembre 2012, il a servi comme secrétaire à l'Économie .

### Fonctions politiques
Secrétaire à l'Économie du Mexique du 14 juillet 2010 au 30 novembre 2012.